# Campionatele Europene de Caiac-Canoe din 1965
A 8-a ediție a Campionatelor Europene de Caiac-Canoe s-a desfășurat în România pa Lacul Snagov, în perioada 13 - 15 august 1965.
Echipa României a câștigat Cupa pentru locul I in clasamentul general. La caiac s-au clasat la egalitate de puncte România și Ungaria, la canoe, Cupa a fost acordată sportivilor sovietici. În Criteriul european al juniorilor, România s-a clasat pe primul loc.

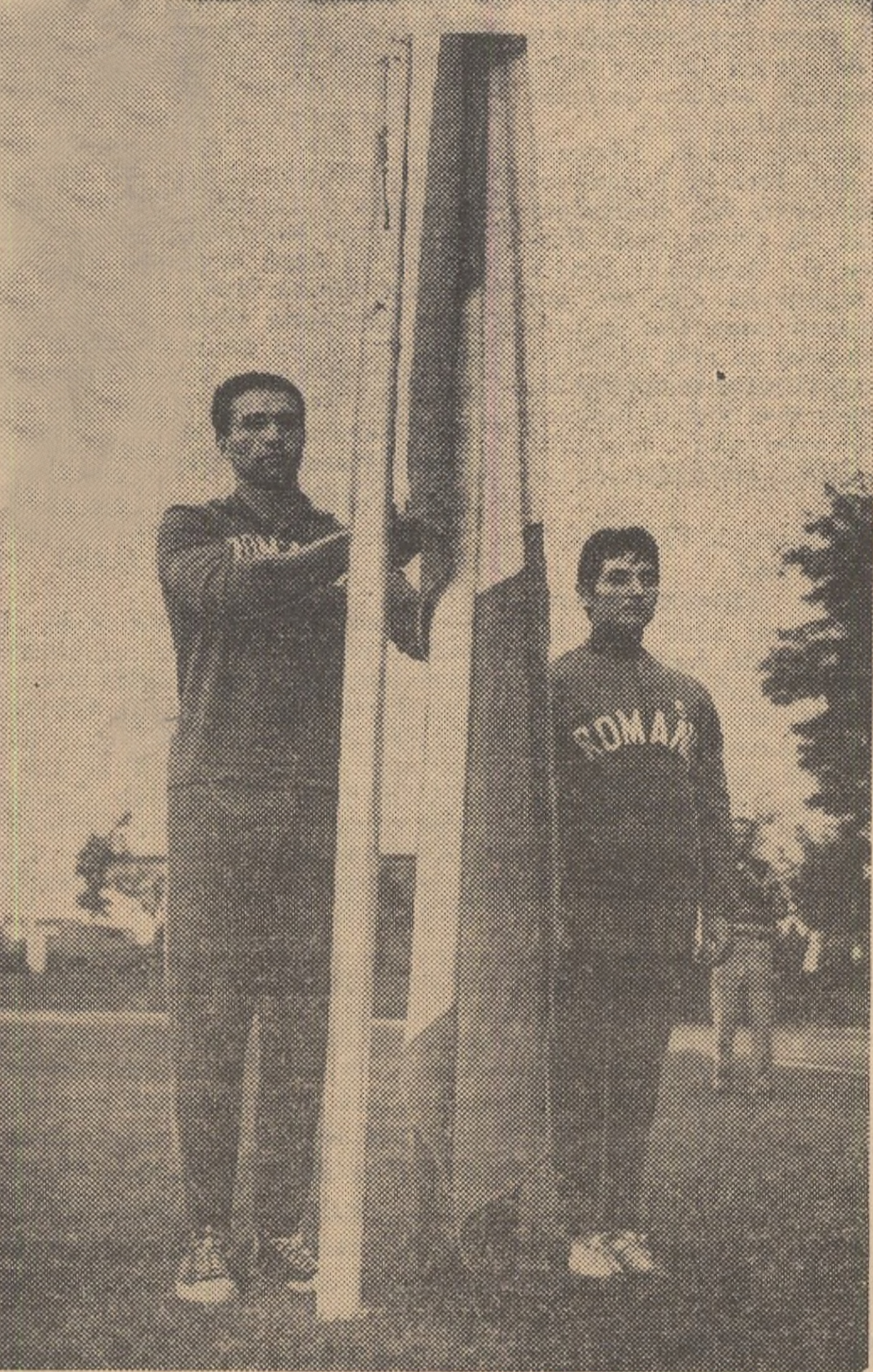
Festivitatea de deschidere
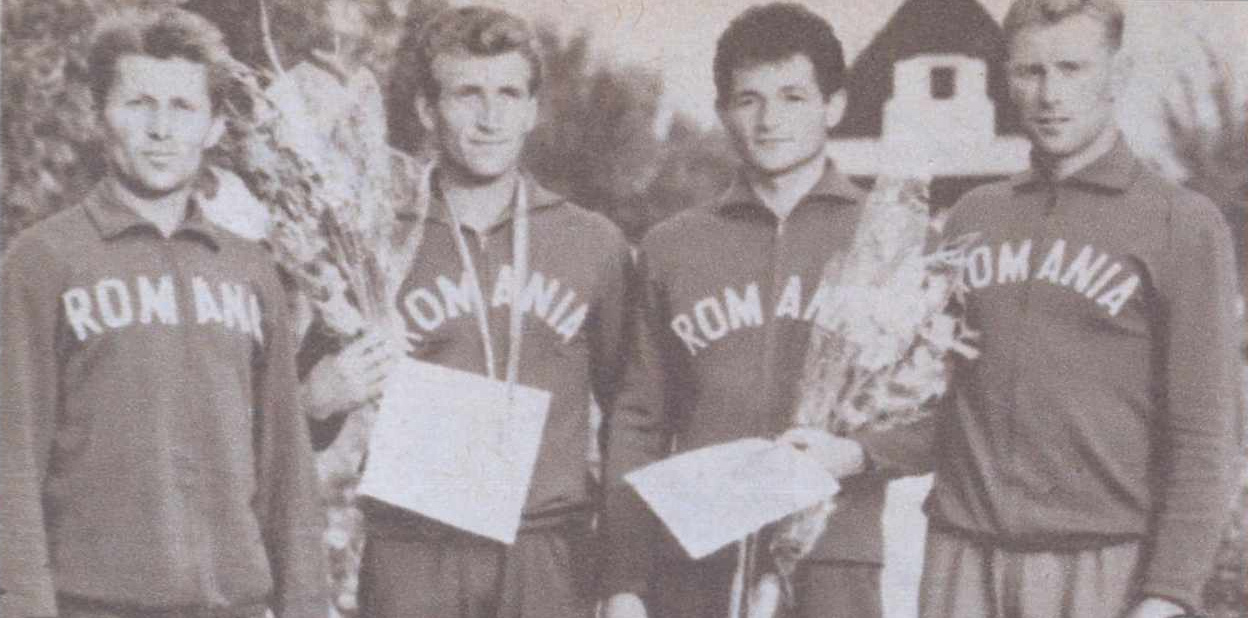
Andrei Conțolenco (o medalie de aur), Haralambie Ivanov (patru medalii de aur), Vasile Nicoară (patru medalii de aur), Nicolae Terente (o medalie de aur)
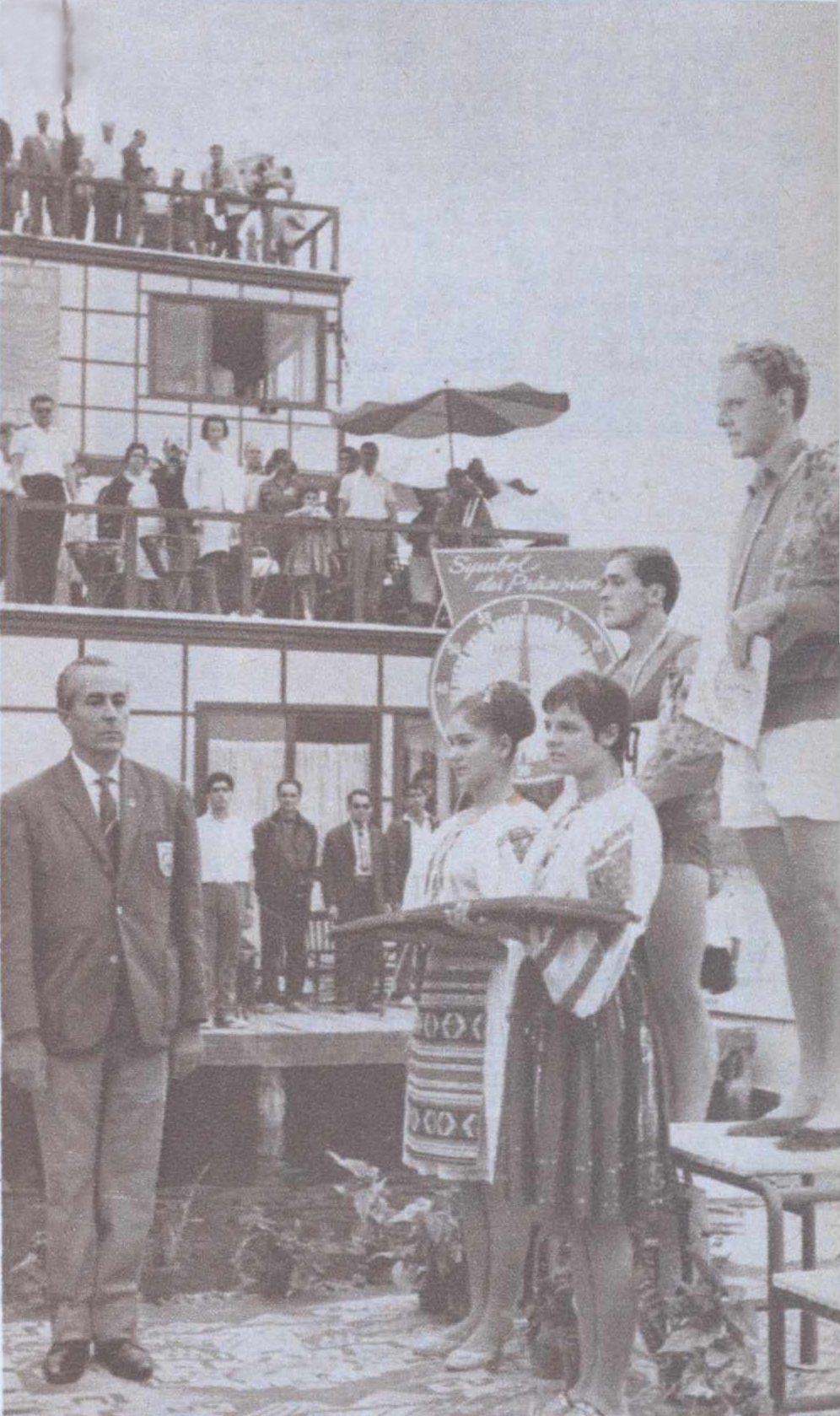
Președintele F.I.C., Charles de Coquereaumont (în stânga), a inmânat medalia de aur danezului Erik Hansen, câstigătorul la K-1 1000 m
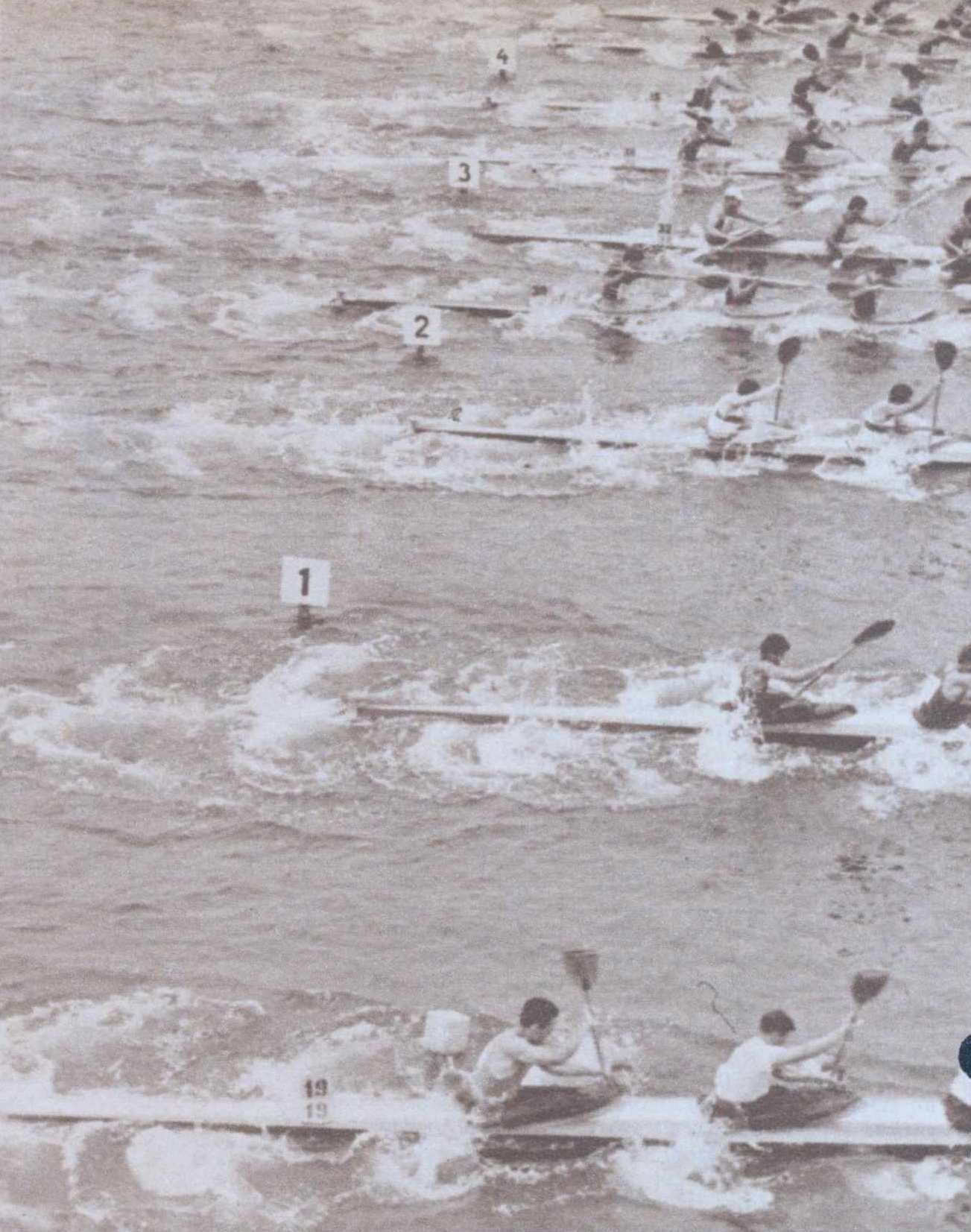
Start la K-4 500 m masculin
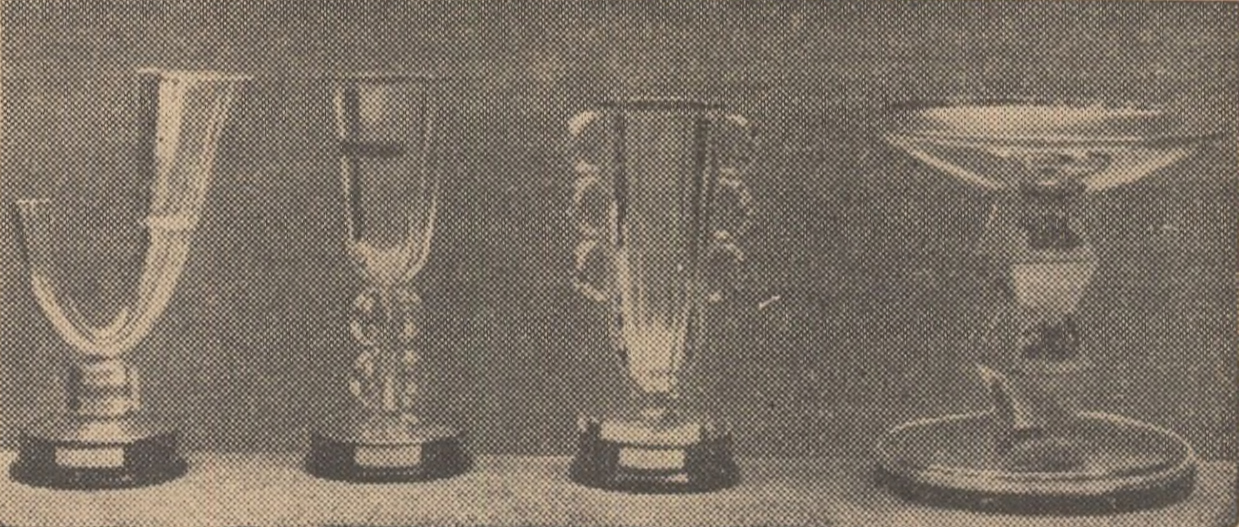
Cupele pentru echipele învingătoare în clasamentul pe națiuni la juniori, caiac, canoe și caiac-canoe

## Rezultate

### Feminin
| Probă     | Aur                                                                                          | Aur     | Argint                                                                                        | Argint  | Bronz                                                         | Bronz   |
| K-1 500 m | Liudmila Hvedosiuk (URS)                                                                     | 2:13,99 | Antonina Seredina (URS)                                                                       | 2:15,00 | Renate Breuer (FRG)                                           | 2:18,15 |
| K-2 500 m | Uniunea Sovietică · Antonina Seredina · Maria Șubina                                         | 1:54,86 | Uniunea Sovietică · Liudmila Hvedosiuk · Nadejda Levcenko                                     | 1:55,07 | RFG Elke Felten Roswitha Esser                                | 1:55,27 |
| K-4 500 m | Uniunea Sovietică · Maria Șubina · Antonina Seredina · Liudmila Hvedosiuk · Nadejda Levcenko | 1:44,03 | Polonia · Izabella Antonowicz · Jadwiga Doering · Stanisława Szydłowska · Agnieszka Wyszynska | 1:46,04 | RFG Elke Felten Roswitha Esser Irene Pepinghege Renate Breuer | 1:46,80 |

### Juniori (criteriu)
| Probă     | Aur                                              | Aur     | Argint                                                         | Argint  | Bronz                                                     | Bronz   |
| C-1 500 m | Nikolai Fedulov (URS)                            | 2:23,39 | Gh. Sidorov (ROU)                                              | 2:25,02 | Tamas Tihamer (HUN)                                       | 2:26,16 |
| C-2 500 m | România · Gheorghe Nițu · Nicolae Cercelaru      | 2.06,46 | Uniunea Sovietică A. Davîdov A. Zaharov                        | 2:07,06 | Ungaria T. Deli P. Fodor                                  | 2:08,56 |
| K-1 500 m | Aleksandr Saporenko (URS)                        | 1:56,51 | H. Nilsson (SWE)                                               | 1:58,16 | L. Soucek (TCH)                                           | 1:58,27 |
| K-2 500 m | Ungaria Vilmos Nagy Andras Gilicze               | 1:47,31 | România · Mănăilă Milicin · Dumitru Galan                      | 1:48,29 | Uniunea Sovietică Valeri Didenko Iuri Kornilov            | 1:49,20 |
| K-4 500 m | Ungaria Vilmos Nagy Andras Gilicze Varga Ragetti | 1:33,32 | România · Mitrea · Adrian Pavlovici · Ioniță · Mănăilă Milicin | 1:33,70 | Republica Democrată Germană A. Böhme Manfred Meyer Mitter | 1:35,13 |

### Junioare (criteriu)
| Probă     | Aur                                                                                 | Aur     | Argint                                                                     | Argint  | Bronz                                | Bronz   |
| K-1 500 m | Renate Streblow (GDR)                                                               | 2:29,43 | Ana Arvai (ROU)                                                            | 2:30,56 | Eva Magyarkuti (HUN)                 | 2:32,94 |
| K-2 500 m | Cehoslovacia Anastasia Fridrichova Dagmar Sourkoba                                  | 2:03,30 | Republica Democrată Germană Renate Streblow C. Heiss                       | 2:03,58 | Uniunea Sovietică Kirianova Feldmane | 2:03,58 |
| K-4 500 m | România · Viorica Dumitru · Tatiana Cacenco · Sanda Iorguiescu · Georgeta Nicolescu | 1:58,14 | Polonia · Elzbieta Hauptmann · Anna Wojtko · Mieczyslawa · Barbara Cholowa | 2:07,00 |                                      |         |

## Clasament pe medalii
| Loc   | Țară                        | Aur | Argint | Bronz | Total |
| ----- | --------------------------- | --- | ------ | ----- | ----- |
| 1     | România                     | 6   | 4      | 1     | 11    |
| 2     | Uniunea Sovietică           | 5   | 6      | 2     | 13    |
| 3     | Ungaria                     | 2   | 3      | 4     | 9     |
| 4     | Republica Democrată Germană | 1   | 2      | 2     | 5     |
| 5     | RFG                         | 1   | 0      | 5     | 6     |
| 6     | Danemarca                   | 1   | 0      | 1     | 2     |
| 7     | Polonia                     | 0   | 1      | 0     | 1     |
| 8     | Suedia                      | 0   | 0      | 1     | 1     |
| Total | Total                       | 16  | 16     | 16    | 48    |